# Hem till gården
Hem till gården, originaltitel Emmerdale (Emmerdale Farm till 1989), är en brittisk TV-serie som utspelar sig i och kring den fiktiva byn Beckindale i Yorkshire.

## Historik
Byn bytte i mitten av 1990-talet namn till Emmerdale, efter en del debatt i dramaserien. Från början kretsade handlingen kring familjen Sugden och livet på deras gård, Emmerdale Farm, men i och med att nya familjer gjorde entré började serien med tiden att handla om livet i och kring byn.
Serien skapades av Kevin Laffan och produceras och visas av ITV. Det första avsnittet sändes i Storbritannien den 16 oktober 1972. Dramaserien "Hem till gården" började 1988 att sändas två dagar/vecka, samtidigt som den utvecklades till en regelrätt "såpa"; från 2002 visas den fem dagar/vecka, oftast med två avsnitt på torsdagar. Den 19 februari 2016 hade 7430 avsnitt sänts i ursprungslandet.
Serien är även populär i Sverige där den hade premiär den 10 juni 1975 kl 19.00 (ursprungligen på TV2 (nuvarande SVT 2), sedan 1994 på TV4), och i Finland, har den periodvis visats fem dagar i veckan på MTV3 och AVA.

## Nuvarande roller i urval
- Eric Pollard - Christopher Chittell 1986–
- Kim Tate - Claire King 1989-1999, 2018-
- Victoria Sugden - Hannah Midgley/Isabel Hodgins 1994-
- Marlon Dingle - Mark Charnock 1996–
- Paddy Kirk - Dominic Brunt 1997–
- Belle Dingle - Emily Mather/Eden Taylor-Draper 1998-
- Bob Hope - Tony Audenshaw 2000-
- Rodney Blackstock - Patrick Mower 2000–
- Laurel Thomas - Charlotte Bellamy 2002–2004, 2005–
- Jimmy King - Nick Miles 2004–
- David Metcalfe - Matthew Wolfenden 2006-
- Brenda Walker - Lesley Dunlop 2008-

## Tidigare roller i urval
- Jack Sugden - Andrew Burt/Clive Hornby 1972-1974, 1976, 1980–2008
- Annie Brearly - Sheila Mercier 1972–1994, 1995, 1996, 2009
- Joe Sugden - Frazer Hines 1972–1983, 1984, 1986–1994
- Amos Brearly - Ronald Magill 1972–1991, 1992, 1993, 1994, 1995
- Henry Wilks - Arthur Pentelow 1972–1991
- Matt Skilbeck - Frederick Pyne 1972–1989
- Sam Pearson - Toke Townley 1972-1984
- Marian Wilks - Gail Harrison 1972–1978
- Peggy Skilbeck - Jo Kendall 1972–1973
- Seth Armstrong - Stan Richards 1978–2003, 2004
- Alan Turner - Richard Thorp 1982-2013
- Kathy Brookman - Malandra Burrows 1985–2001, 2005
- Sarah Sugden - Madeleine Howard/Alyson Spiro 1988–2000
- Frank Tate - Norman Bowler 1989–1997
- Zoe Tate - Leah Bracknell 1989–2005
- Donna Windsor-Dingle - Sophie Jeffery/Verity Rushworth 1993–2009, 2014
- Betty Eagleton - Paula Tilbrook 1994–2015
- Zak Dingle - Steve Halliwell 1994–2023
- Andy Sugden - Kelvin Fletcher  1996–2016
- Lisa Dingle - Jane Cox  1996–2020
- Ashley Thomas - John Middleton 1996–2017
- Emily Krik - Kate McGregor 1999–2008
- Diane Sugden - Elizabeth Estensen 1999–2021, 2022
- Edna Birch - Shirley Stelfox 2000–2015
- Len Reynolds - Peter Martin 2001–2007
- Louise Appleton - Emily Symons 2001–2008
- Steph Stokes - Lorraine Chase 2002–2006, 2013
- Debbie Dingle - Charley Webb 2002-2021
- Pearl Ladderbanks - Meg Johnson 2003-2020
- Tom King - Ken Farrington 2004–2006
- Sandy Thomas - Freddie Jones 2005-2018
- Douglas Potts - Duncan Preston 2007-2011, 2014-2020
- Harriet Finch - Katherine Dow Blyton 2013-2022

## Skådespelare som varit med längst
De tio skådespelare som har varit med i serien i längst är listade i tabellen nedan; den till dags dato längst medverkande skådespelaren är Chris Chittell, som spelat rollen som Eric Pollard i 37 år. Längst spelande kvinnliga skådespelare är Jane Cox, som spelade Lisa Dingle i 24 år.
| Rankning | Skådespelare    | Roll           | Tidsperiod                 |
| -------- | --------------- | -------------- | -------------------------- |
| 1        | Chris Chittell  | Eric Pollard   | 1986–nu (37 år)            |
| 2        | Richard Thorp   | Alan Turner    | 1982–2013 (31 år)          |
| 3        | Steve Halliwell | Zak Dingle     | 1994–2023 (29 år)          |
| 4        | Clive Hornby    | Jack Sugden    | 1980–2008 (28 år)          |
| 5        | Mark Charnock   | Marlon Dingle  | 1996–nu (27 år)            |
| 6        | Dominic Brunt   | Paddy Kirk     | 1997–nu (26 år)            |
| 7        | James Hooton    | Sam Dingle     | 1995-1998, 2000–nu (26 år) |
| 8        | Stan Richards   | Seth Armstrong | 1978–2003, 2004 (25 år)    |
| 9        | Jane Cox        | Lisa Dingle    | 1996–2020 (24 år)          |
| 10       | Tony Audenshaw  | Bob Hope       | 2000–nu (23 år)            |